# Абу Бекр Келеви
Абу́ Бекр Келеви́ (умер в 1366) — ремесленник из Самарканда.
Во время нападения на Мавераннахр хана Моголистана Ильяс-Ходжи старшина цеха трепальщиков хлопка Абу Бекр Келеви стал одним из вождей сербедарского восстания в Самарканде в 1365—66 годах.
Абу Бекр, а также студент медресе Мавлян-заде и стрелок из лука Хурдак Бухари вооружают горожан и строят в городе баррикады. Могулистанские всадники при попытке въехать в Самарканд потеряли около двух тысяч человек и отступили.
Знать города, недовольная конфискацией своей собственности со стороны сарбадаров приглашает эмиров Хусейна и Тимура. Сарбадары прибыли в ставку эмиров, но были там вероломно схвачены и почти все казнены. Благодаря заступничеству Тимура Маулану-заде была сохранена жизнь. Сербедарское движение в Самарканде подавлено.